# Ola Solbakken
Pour les articles homonymes, voir Solbakken.
Ola Solbakken, né le 7 septembre 1998 à Melhus en Norvège, est un footballeur international norvégien qui évolue au poste d'ailier droit au FC Nordsjælland.

## Biographie

### Ranheim Fotball
Natif de Melhus en Norvège, Ola Solbakken est formé par le Rosenborg BK, où il n'a jamais sa chance en équipe première. En janvier 2018 il rejoint le Ranheim Fotball, club tout juste promu en première division norvégienne. 
Il fait sa première apparition en professionnel, le 8 avril 2018, lors d'une rencontre d'Eliteserien, face au Tromsø IL. Il entre en jeu à la place de Øyvind Storflor et son équipe s'incline largement sur le score de quatre buts à zéro ce jour-là. 
Le 8 janvier 2019 il prolonge son contrat jusqu'en 2021 avec le Ranheim Fotball . Le 28 avril 2019 Solbakken inscrit ses deux premiers buts en professionnel, lors de la victoire de son équipe en championnat face au Viking Stavanger (5-2).

### FK Bodø/Glimt
Le 18 décembre 2019 est annoncé le transfert d'Ola Solbakken au FK Bodø/Glimt avec qui il signe un contrat de deux ans et où il jouera à partir de janvier 2020. Il joue son premier match sous ses nouvelles couleurs dès la première journée de la saison 2020, le 16 juin 2020 face au Viking Stavanger. Il entre en jeu à la place de Philip Zinckernagel et son équipe remporte la partie sur le score de quatre buts à deux. Le 25 juin suivant il inscrit son premier but sous ses nouvelles couleurs face au Rosenborg BK en championnat. Ce jour-là il entre en jeu et donne la victoire à son équipe en marquant dans les derniers instants du match (2-3). Cette saison-là, Solbakken participe au sacre historique de son équipe, le FK Bodø/Glimt remportant le championnat de Norvège pour la première fois de son histoire.

### AS Rome
Le 23 novembre 2022 est annoncé le transfert d'Ola Solbakken à l'AS Rome. Le joueur, en fin de contrat en décembre 2022, rejoint librement le club de la capitale italienne en janvier 2023 et signe un contrat courant jusqu'en juin 2027.

### Prêts
Le 2 septembre 2023, l'Olympiakos annonce l'acquisition d'Ola Solbakken sous la forme d'un prêt d'une saison. Le club dispose d'une option d'achat sur le joueur,.
Peu utilisé à l'Olympiakos, Ola Solbakken est rappelé de son prêt lors du mercato hivernal pour être de nouveau prêté dans la foulée. Il prend la direction du Urawa Red Diamonds, au Japon, jusqu'en juin 2024.
Toujours pas dans les plans de l'AS Rome, Ola Solbakken se voit de nouveau prêté le 14 août 2024, cette fois-ci à l'Empoli FC pour la durée d'une saison. Le club dispose d'une option d'achat sur le joueur.

### FC Nordsjælland
Lors de l'été 2025, Ola Solbakken quitte définitivement l'AS Rome où il ne se sera jamais imposé. Il signe le 4 août 2025 en faveur du FC Nordsjælland, pour un contrat de quatre ans, soit jusqu'en juin 2029.

### En sélection
En novembre 2021, Ola Solbakken est convoqué pour la première fois avec l'équipe nationale de Norvège par le sélectionneur Ståle Solbakken.

### Palmarès
FK Bodø/Glimt
- Champion de Norvège
  - 2020
  - 2021